# Rocznik statystyczny
Rocznik statystyczny – periodyczne wydawnictwo urzędu statystycznego (w Polsce – Głównego Urzędu Statystycznego) zawierające najważniejsze informacje o jego mieszkańcach i gospodarce. Roczniki statystyczne są wydawane również przez organizacje międzynarodowe, takie jak Unia Europejska czy Organizacja Narodów Zjednoczonych.
Polski rocznik (Rocznik Statystyczny Rzeczypospolitej Polskiej) jest wydawany regularnie od 1921 roku, z przerwą w czasie II wojny światowej.